# 耶律宗范
耶律宗范（?—?），契丹名耶律合禄，辽景宗的孙子，耶律隆祐的次子。
耶律宗范的母亲萧氏是耶律观音女和驸马萧继先次女。他和他的大哥耶律胡都古（耶律宗业）均陆续被辽圣宗过继给大丞相耶律隆运，开泰七年（1018年）五月丙寅，辽圣宗封皇子耶律宗真为梁王，耶律宗元永清军节度使，耶律宗简右卫大将军，耶律宗愿左骁卫大将军，耶律宗伟右卫大将军，皇侄耶律宗范昭义军节度使。太平三年（1023年）十一月辛卯朔，以皇侄耶律宗范为归德军节度使，北府宰相萧孝穆南京留守，封燕王，南京留守韩制心南院大王、兵马都总管。十二月壬戌，以耶律宗范为平章事，封三韩郡王，耶律宗范无后代。 